# 桑塔区

桑塔区在桑塔省的位置

桑塔区是秘鲁桑塔省的九区之一。它主要是沿海桑塔河流域的农业民族，东部和东南部是钦博特的地区，在南部和西部是太平洋。